# Gemeiner Samtfußrübling
Der Gemeine Samtfußrübling (Flammulina velutipes, Syn.: Collybia velutipes) ist eine Pilzart aus der Familie Physalacriaceae. Er ist ein Speisepilz, wird in Ostasien auch kultiviert und dort als Enoki (japanisch 榎 bzw. エノキ) vermarktet. An natürlichen Standorten wachsen die kleinen, frostresistenten Fruchtkörper im Winterhalbjahr bei kühlen Temperaturen, weshalb die Art auch Winterpilz genannt wird. Dagegen beziehen sich die Trivialnamen Samtfuß oder Samtfußrübling auf den samtig beschaffenen Stiel.

## Merkmale
Die Fruchtkörper bilden 2–10 cm breite, dünnfleischige und schmierige Hüte von honiggelber bis rotbrauner Farbe mit dunklerer Mitte. Die Lamellen sind weiß bis blassgelb. Das Sporenpulver ist weiß.
Die faserig zähen, im Alter hohlen, ringlosen Stiele sind 3–8 cm lang, oben gelblich, unten dunkelbraun bis olivschwarz, samtfilzig, oft plattgedrückt und wurzelartig verschmälert. Charakteristisch ist auch die verdrillte Struktur der Stielfasern.

## Artabgrenzung

### Andere Samtfußrüblinge
Neben dem Gemeinen Samtfußrübling kommen in Europa noch weitere, teils sehr ähnliche und nur mikroskopisch bestimmbare Gattungsvertreter vor. Einige Arten lassen sich auch durch ein anderes jahreszeitliches Vorkommen sowie anhand des Habitats voneinander unterscheiden.

### Stockschwämmchen oder Gift-Häubling
Von unkundigen Sammlern kann der Gemeine Samtfußrübling mit dem essbaren Stockschwämmchen oder dem gefährlichen Gift-Häubling verwechselt werden. Deutlichstes Unterscheidungsmerkmal ist der samtige, stets ringlose Stiel des Samtfußrüblings.

## Ökologie
Der Samtfußrübling kommt in der Zeit von September bis April oft reichlich an Stümpfen, Stämmen (auch an lebenden Bäumen) und abgefallenen Ästen von Laubgehölzen, ganz selten auch an Koniferen, und gelegentlich an unterirdischem Holz vor. Eine besondere Vorliebe zeigt der Samtfußrübling für die Gattungen Salix (Weiden), Populus (Pappeln), Fraxinus (Eschen) und Holunder, häufig auch für durch das „Ulmensterben“ geschädigte Ulmenarten.

## Verbreitung
Seine geographische Verbreitung umfasst sowohl gemäßigte und kalte Regionen auf der Nordhalbkugel der Erde wie China, Sibirien, Kleinasien, Europa, Nordamerika und Japan als auch Australien auf der Südhalbkugel.

## Bedeutung

### Speisepilz

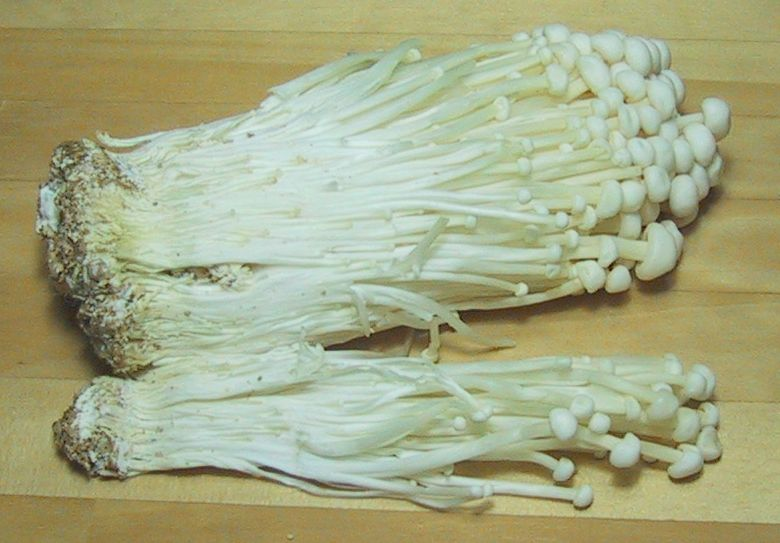
Unter Lichtausschluss in Flaschen angebaut entwickelt der Gemeine Samtfußrübling (F. velutipes) langstielige, farblose Fruchtkörper

Eine besondere Bedeutung besitzt der Samtfußrübling in der japanischen Küche, dort bekannt als Enokitake (榎茸 bzw. エノキタケ) oder kurz Enoki, wo er nach dem Shiitake der meistangebaute Speisepilz ist. Es wurden (Stand 2004) jährlich insgesamt etwa 100.000 Tonnen dieses Pilzes produziert. Damit stand der Samtfußrübling weltweit an sechster Stelle in der Rangfolge der meistangebauten Speisepilze. Er zählt auch zu den Heilpilzen, ist aber in dieser Hinsicht weniger bedeutend.
Auch in Europa ist der Samtfußrübling Pilzkennern gut bekannt als wohlschmeckender Speisepilz, der gerade in der kalten Jahreszeit auftritt, wenn die sonstige Pilzflora ihr Wachstum wegen der winterlichen Kälte weitgehend eingestellt hat.

### Kultivierung
Der Samtfußrübling war einer der ersten Speisepilze überhaupt, die gezielt in Kultur genommen wurden. So wurde sein Anbau erstmals in der späten Tang-Dynastie im Kaiserreich China zwischen den Jahren 800 und 900 erwähnt. Es ist überliefert, dass man damals reife Fruchtkörper auf frischen Baumstubben verrieb, mit guten Aussichten, später an diesen Plätzen eine Pilzernte erwarten zu können.

### Forschungsprojekte
Die einfache Kultivierung des saprotroph lebenden Gemeinen Samtfußrüblings führte dazu, dass Flammulina velutipes ein beliebtes Objekt in der wissenschaftlichen Forschung wurde. So nahm der Pilz 1993 an der Spacelab-Mission D-2 teil, in der u. a. der Einfluss der Schwerkraft auf das Wachstum höherer Pilze untersucht wurde.